# 発寒中央駅
発寒中央駅（はっさむちゅうおうえき）は、北海道札幌市西区発寒10条3丁目にある、北海道旅客鉄道（JR北海道）函館本線の駅である。駅番号はS04。電報略号はハチ。

## 歴史
- 1986年（昭和61年）11月1日：日本国有鉄道の発寒中央臨時乗降場として開設[1]。旅客のみ取扱い[4]。駅員無配置駅[5]。
- 1987年（昭和62年）4月1日：国鉄分割民営化により、北海道旅客鉄道（JR北海道）の駅となる[6]と共に旅客駅に昇格（簡易委託駅）。開業時は、簡素な相対式ホームとキヨスク（簡易委託で乗車券を発売していた）に併設の簡素な待合室のみであった。
- 1988年（昭和63年）3月：橋上駅舎完成（JR北海道発足後初の橋上駅舎化であった）[7]。
- 1998年（平成10年）12月3日：自動改札機を設置し、供用開始[8]。
- 2001年（平成13年）4月1日：駅業務を「日交観北海道」（現・北海道ジェイ・アール・サービスネット）に委託[2]。
- 2007年（平成19年）10月1日：駅ナンバリングを実施[9]。
- 2008年（平成20年）10月25日：ICカード「Kitaca」使用開始[10]。
- 2011年（平成23年）3月5日：駅のバリアフリー化完了。エレベーター供用開始[11]。

### 駅名の由来
駅の所在地が「発寒」の中央に位置することから。開業前の仮称は「東発寒」だった。

## 駅構造
相対式ホーム2面2線（ホーム長：135m）を持つ橋上駅。
手稲駅管理の業務委託駅（北海道ジェイ・アール・サービスネット）。みどりの窓口、自動券売機、話せる券売機、自動改札機、飲料自動販売機設置。

### のりば
| 番線 | 路線      | 方向 | 行先                         |
| ---- | --------- | ---- | ---------------------------- |
| 1    | ■函館本線 | 上り | 手稲・小樽・倶知安方面       |
| 2    | ■函館本線 | 下り | 札幌・岩見沢・新千歳空港方面 |

（出典：JR北海道:駅の情報検索）

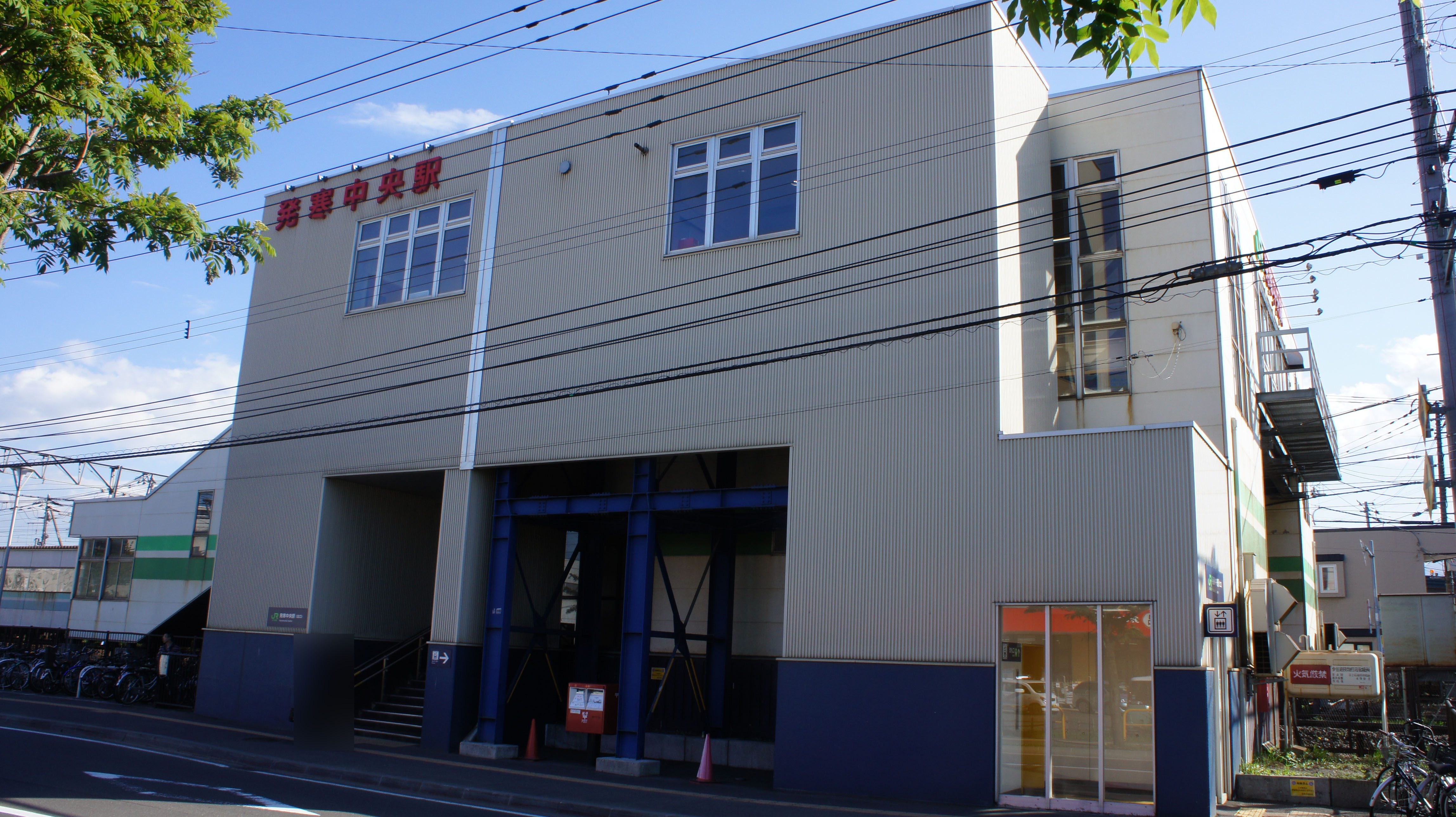
駅舎（北口）（2017年5月）
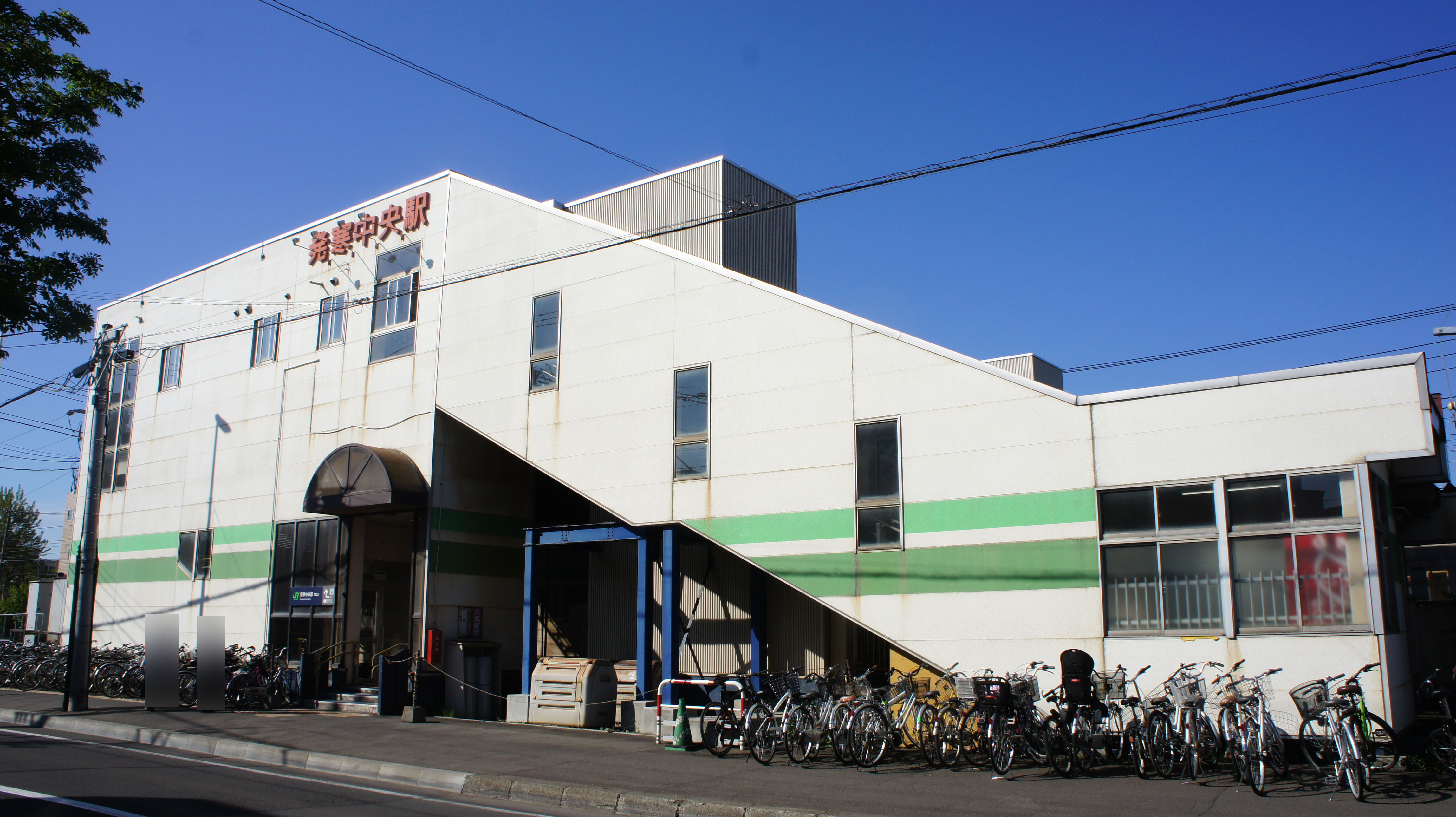
駅舎（南口）（2017年5月）
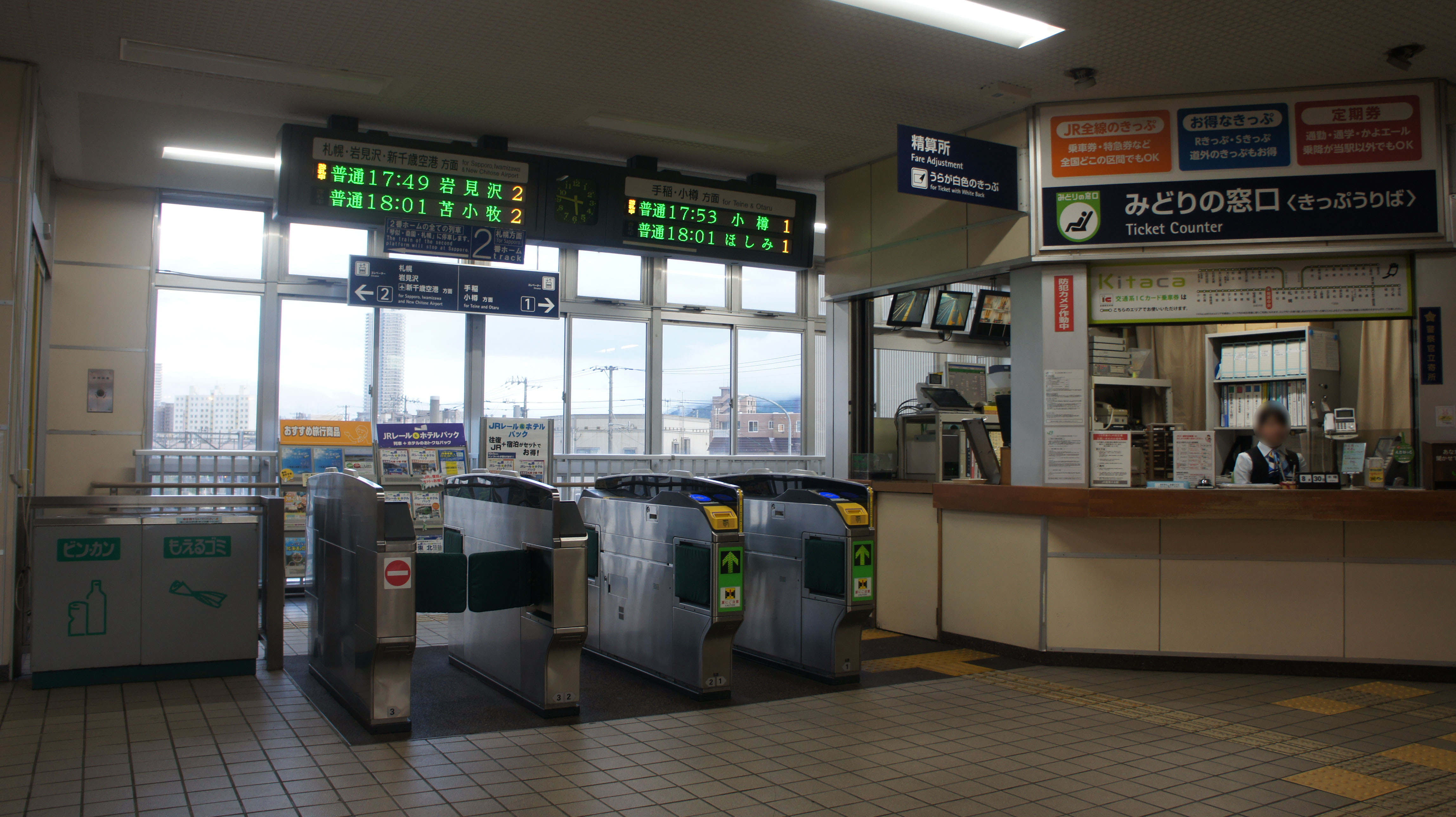
改札口（2018年8月）
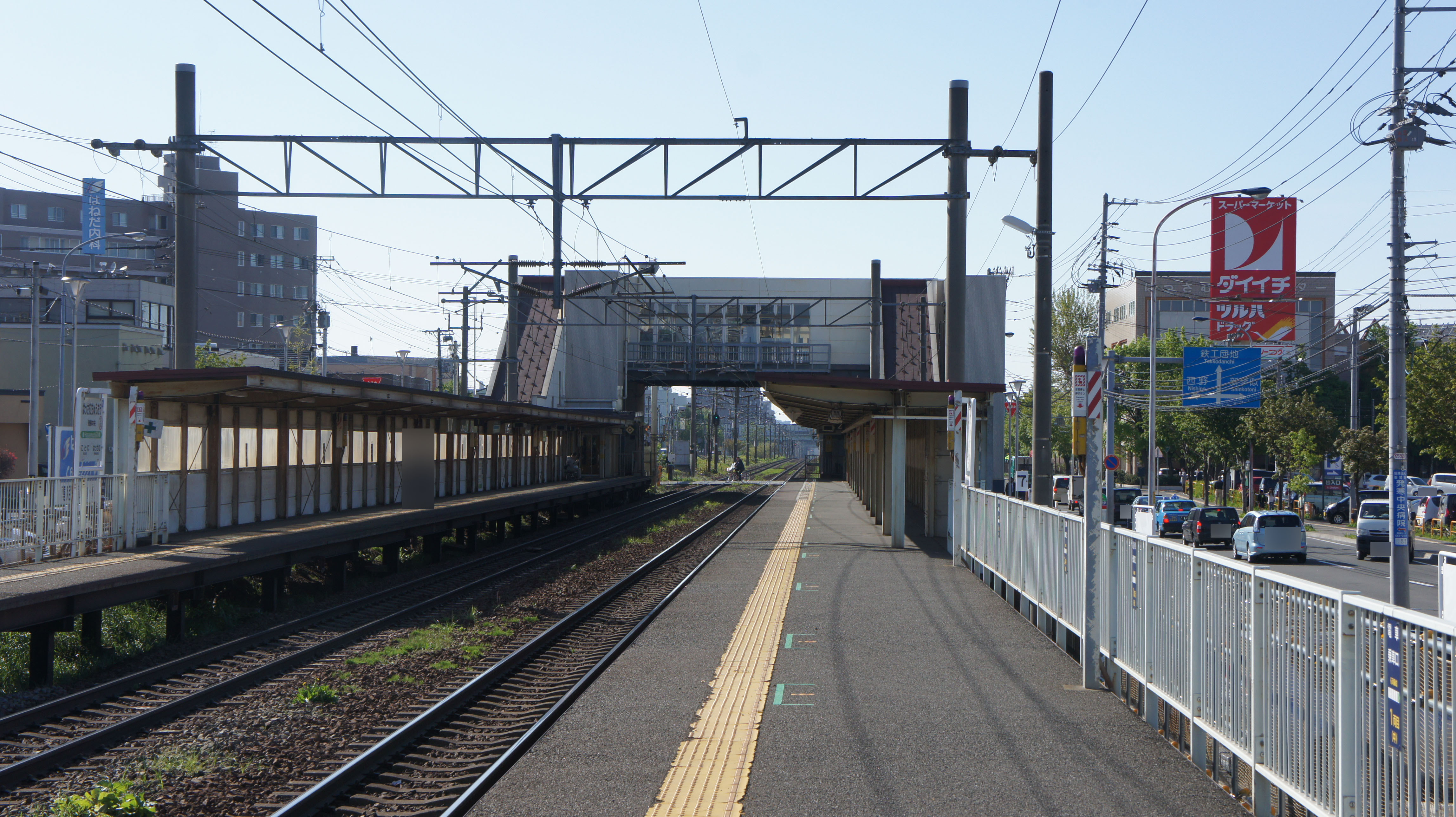
ホーム（2017年5月）
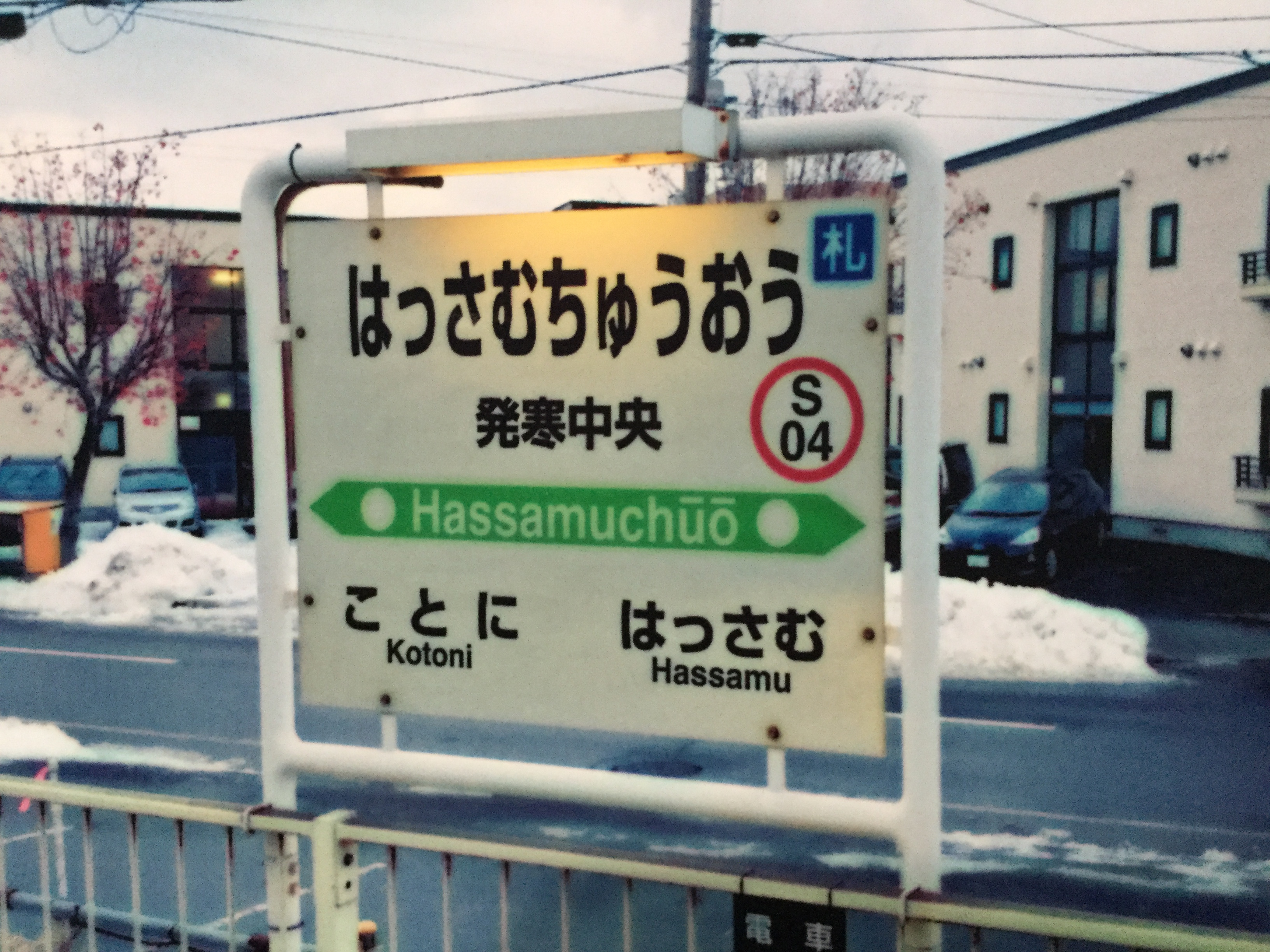
駅名標

## 利用状況
「札幌市の都市交通データ」によると、2019年度の1日平均乗車人員は4,502人である。
近年の1日平均乗車人員の推移は以下の通りである。
| 年度               | 1日平均 乗車人員 | 出典   |
| ------------------ | ---------------- | ------ |
| 1990年（平成02年） | 3,012            | [ 15 ] |
| ：                 |                  |        |
| 1995年（平成07年） | 4,203            | [ 15 ] |
| ：                 |                  |        |
| 2000年（平成12年） | 3,585            | [ 15 ] |
| 2001年（平成13年） | 3,505            |        |
| 2002年（平成14年） | 3,473            |        |
| 2003年（平成15年） | 3,492            |        |
| 2004年（平成16年） | 3,545            | [ 15 ] |
| 2005年（平成17年） | 3,649            | [ 15 ] |
| 2006年（平成18年） | 3,665            | [ 15 ] |
| 2007年（平成19年） | 3,638            | [ 15 ] |
| 2008年（平成20年） | 3,614            | [ 15 ] |
| 2009年（平成21年） | 3,545            | [ 15 ] |
| 2010年（平成22年） | 3,517            | [ 15 ] |
| 2011年（平成23年） | 3,664            | [ 15 ] |
| 2012年（平成24年） | 3,787            | [ 15 ] |
| 2013年（平成25年） | 3,930            | [ 15 ] |
| 2014年（平成26年） | 4,006            | [ 15 ] |
| 2015年（平成27年） | 4,129            | [ 15 ] |
| 2016年（平成28年） | 4,217            | [ 15 ] |
| 2017年（平成29年） | 4,330            | [ 15 ] |
| 2018年（平成30年） | 4,388            | [ 15 ] |
| 2019年（令和元年） | 4,502            | [ 14 ] |

## 駅周辺
住宅街の中に位置し、周辺には商業施設などの利便施設が少なかったが、2011年12月にスーパーマーケットのダイイチ発寒中央駅前店が駅北口に開業した。
- 発寒神社（江戸時代に創立）
- 札幌市営地下鉄東西線発寒南駅（代替輸送指定駅）
- 西警察署発寒交番
- 札幌発寒五条郵便局
- 北海道信用金庫発寒支店
- ダイイチ発寒中央駅前店
- ツルハドラッグ発寒中央駅前店
- 農試公園
- 札幌市消防局西消防署
- 札幌西税務署

## バス路線
駅北口に近接する道路上にジェイアール北海道バス「発寒中央駅」停留所がある。また、駅南側やや離れた道路上に北海道中央バス「発寒小学校」停留所がある。
路線は2021年4月1日現在。詳細は事業者・営業所記事参照
- 「発寒中央駅」（ジェイ・アール北海道バス琴似営業所）[16]
  - 52 札幌駅前行、琴似工業高校前行
- 「発寒小学校」（北海道中央バス新川営業所）[17]
  - 西48 地下鉄琴似駅行、新川営業所行

## 隣の駅
北海道旅客鉄道（JR北海道）
■函館本線
発寒駅 (S05) - 発寒中央駅 (S04) - 琴似駅 (S03)